# Wellston (Ohio)
Wellston é uma cidade localizada no estado norte-americano de Ohio, no Condado de Jackson.

## Demografia
Segundo o censo norte-americano de 2000, a sua população era de 6078 habitantes.
Em 2006, foi estimada uma população de 6005, um decréscimo de 73 (-1.2%).

## Geografia
De acordo com o United States Census Bureau tem uma área de
18,2 km², dos quais 18,0 km² cobertos por terra e 0,2 km² cobertos por água. Wellston localiza-se a aproximadamente 208 m acima do nível do mar.

## Localidades na vizinhança
O diagrama seguinte representa as localidades num raio de 20 km ao redor de Wellston.